# ارباب صفحات
ارباب صفحات یا کتابخانه اسرار آمیز (انگلیسی: The Pagemaster) یک فیلم به کارگردانی جو جانستون است که در سال ۱۹۹۴ منتشر شد. از بازیگران آن می‌توان به مکالی کالکین، کریستوفر لوید، اد بیگلی. جی آر، و مل هاریس اشاره کرد.

## داستان
ریچارد تایلر ۱۰ ساله بدبین زندگی خود را بر اساس آمار می‌گذراند و از همه چیز می‌ترسد. والدین خشمگین او راه‌های متعددی را امتحان کرده‌اند تا شجاعت او را برای رسیدن به موفقیت اندکی افزایش دهند. ریچارد فرستاده می‌شود تا یک کیسه میخ برای ساختن یک خانه درختی بخرد. با این حال، ریچارد در یک رعد و برق شدید گرفتار می‌شود و در یک کتاب‌خانه پناه می‌گیرد. او با آقای دیویی، یک کتابدار/ عجیب و غریب که اصرار دارد که به یک کتاب خاص نیاز دارد، ملاقات می‌کند و با وجود اعتراض ریچارد، یک کارت کتاب‌خانه به او می‌دهد. ریچارد در جستجوی یک تلفن، یک گردونه بزرگ را پیدا می‌کند که با بسیاری از شخصیت‌های معروف ادبی نقاشی شده‌است. روی آبی که از کتش می‌چکد می‌لغزد و می‌افتد و خودش را به بیرون می‌زند. ریچارد از خواب بیدار می‌شود و می‌بیند که هنر روتوندا در حال ذوب شدن است، که او و کتاب‌خانه را شسته و آن‌ها را به تصویر تبدیل می‌کند. او توسط پیج مستر، محافظ اسطوره‌ای کتاب‌ها و نگهبان کلام مکتوب ملاقات می‌کند. ریچارد مسیرهای خروج را می‌پرسد، بنابراین مدیر صفحه او را از طریق بخش داستانی به سمت تابلوی سبز رنگ نئون به سمت خروجی می‌فرستد. در طول راه، ریچارد با سه کتاب انسان‌نما دوست می‌شود: ماجراجویی، کتابی شبیه دزدان دریایی. فانتزی، یک کتاب افسانه‌ای دلخراش اما دلسوز. و یک «گوژپشت» ترسناک با ستون فقرات بد شکل. این سه نفر موافقت می‌کنند که اگر ریچارد آن‌ها را با استفاده از کارت کتاب‌خانه جدیدش بررسی کند، به او کمک کنند. کوارتت با هم با شخصیت‌های کلاسیک تخیلی روبرو می‌شود. آن‌ها با دکتر جکیل ملاقات می‌کنند که به آقای هاید تبدیل می‌شود و آن‌ها را به سمت آب‌های آزاد سرزمین ماجراجویی می‌برد. با این حال، گروه پس از حملات موبی دیک، پس از نبرد نهنگ با کاپیتان آهاب، از هم جدا می‌شوند. ریچارد و ادونچر توسط هیسپانیولا که کاپیتان آن لانگ جان سیلور است، کشتی غرق می‌شوند. دزدان دریایی به جزیره گنج می‌روند، اما گنجی به جز یک سکه طلا پیدا نمی‌کنند و تقریباً باعث شورش بین کاپیتان و خدمه می‌شود. فانتزی و وحشت برمی‌گردند و دزدان دریایی را شکست می‌دهند. سیلور سعی می‌کند ریچارد را متقاعد کند که با او برود اما وقتی ریچارد او را با شمشیر تهدید می‌کند تسلیم می‌شود. در بخش فانتزی، ریچارد تابلوی خروج را در بالای یک کوه می‌بیند. با این حال، حرکت ماجراجویی یک اژدهای خفته را بیدار می‌کند. ریچارد سعی می‌کند با شمشیر و سپر با اژدها مبارزه کند، اما اژدها او را می‌خورد. ریچارد کتاب‌هایی را در شکم اژدها پیدا می‌کند و از ساقه لوبیای جک و لوبیا برای فرار از دهان اژدها استفاده می‌کند. او و کتاب‌ها از ساقه لوبیا بالا می‌روند تا به در خروجی برسند. آن‌ها وارد یک اتاق تاریک بزرگ می‌شوند که در آن پیج مستر منتظر آن‌هاست. ریچارد پیج مستر را متهم به ایجاد وحشت‌هایی می‌کند که متحمل شده‌است، اما پیج مستر فاش می‌کند که این سفر برای وادار کردن ریچارد با ترس‌هایش بوده‌است. دکتر جکیل، کاپیتان آهاب، لانگ جان سیلور و اژدها دوباره در چرخشی جادویی ظاهر می‌شوند و به او تبریک می‌گویند. پیج مستر ریچارد و کتاب‌ها را به چرخاننده می‌برد و آن‌ها را به دنیای واقعی بازمی‌گرداند. ریچارد بیدار می‌شود و ماجراجویی، فانتزی و وحشت را به عنوان کتاب‌های واقعی در کنار او می‌یابد. آقای دیویی او را پیدا می‌کند و حتی اگر خط‌مشی کتاب‌خانه به شخص اجازه می‌دهد هر بار دو کتاب را بررسی کند، به او اجازه می‌دهد هر سه کتاب را «فقط این یک‌بار» بررسی کند. ریچارد پسری شجاع‌تر به خانه برمی‌گردد که در خانه درختی جدیدش با کتاب‌هایش می‌خوابد.